# フィラース・アル＝ブライカーン
フィラース・アル＝ブライカーン（アラビア語: فراس البريكان ; 2000年5月14日 - ）は、サウジアラビアのプロサッカー選手。アル・アハリ所属。ポジションはFW。サウジアラビア代表。

## 来歴
2017年、アル・ナスルでプロデビューを果たした。下部リーグで優勝し、得点王という活躍が認められ、トップチームへ昇格しプレーを続けた。
2021年7月8日、ファティフSCと4年契約で加入した。
2023年9月3日、アル=ブライカーンはアル・アハリに4000万SAR(15億7000万円)の5年契約で移籍した。

## 代表歴

### 出場大会
- サウジアラビア代表
  - 2022 FIFAワールドカップ

### 試合数
- 国際Aマッチ 36試合 6得点（2019年-）[5]

| サウジアラビア代表 | 国際Aマッチ | 国際Aマッチ |
| 年                 | 出場        | 得点        |
| ------------------ | ----------- | ----------- |
| 2019               | 8           | 2           |
| 2020               | 1           | 1           |
| 2021               | 8           | 2           |
| 2022               | 13          | 1           |
| 2023               | 6           | 0           |
| 2024               |             |             |
| 通算               | 36          | 6           |

### 得点
2022年1月27日現在。
試合結果には、サウジアラビアのゴールが先に記載されている。
| # | 開催年月日     | 試合会場                                                               | 対戦国         | 勝敗 | 大会                       |
| - | -------------- | ---------------------------------------------------------------------- | -------------- | ---- | -------------------------- |
| 1 | 2019年11月27日 | アブドラビンハリファスタジアム、ドーハ、カタール                       | クウェート     | 1-3  | 第24回ガルフカップ         |
| 2 | 2019年12月2日  | アブドラビンハリファスタジアム、ドーハ、カタール                       | オマーン       | 3-1  | 第24回ガルフカップ         |
| 3 | 2020年11月14日 | プリンスファイサルビンファハドスタジアム、リヤド、サウジアラビア       | ジャマイカ     | 3-0  | 国際親善試合               |
| 4 | 2021年10月7日  | キングアブドゥッラースポーツシティスタジアム、ジェッダ、サウジアラビア | 日本           | 1-0  | 2022FIFAワールドカップ予選 |
| 5 | 2021年10月12日 | キングアブドゥッラースポーツシティスタジアム、ジェッダ、サウジアラビア | 中華人民共和国 | 3-2  | 2022FIFAワールドカップ予選 |
| 6 | 2022年1月27日  | キングアブドゥッラースポーツシティスタジアム、ジェッダ、サウジアラビア | オマーン       | 1-0  | 2022FIFAワールドカップ予選 |

## タイトル

### クラブ
アル・アハリ
- サウジプロフェッショナルリーグ： 2018–
- サウジスーパーカップ： 2019 、 2020

### 国際大会
サウジアラビアU-20
- AFC U-19選手権： 2018
- 2022 FIFAワールドカップ